# Elie Ripon
Elie Ripon aus Lausanne, Geburts- und Todesdatum unbekannt, war ein Schweizer Soldat im Dienst der Niederländischen Ostindienkompanie (VOC), der in den Jahren 1618 bis 1626 an den wichtigsten militärischen Unternehmungen der VOC in Asien teilnahm. Seine Erlebnisse schrieb er in einem Manuskript nieder, das 1865 in der Schweiz gefunden und 1990 erstmals veröffentlicht wurde.

## In Batavia

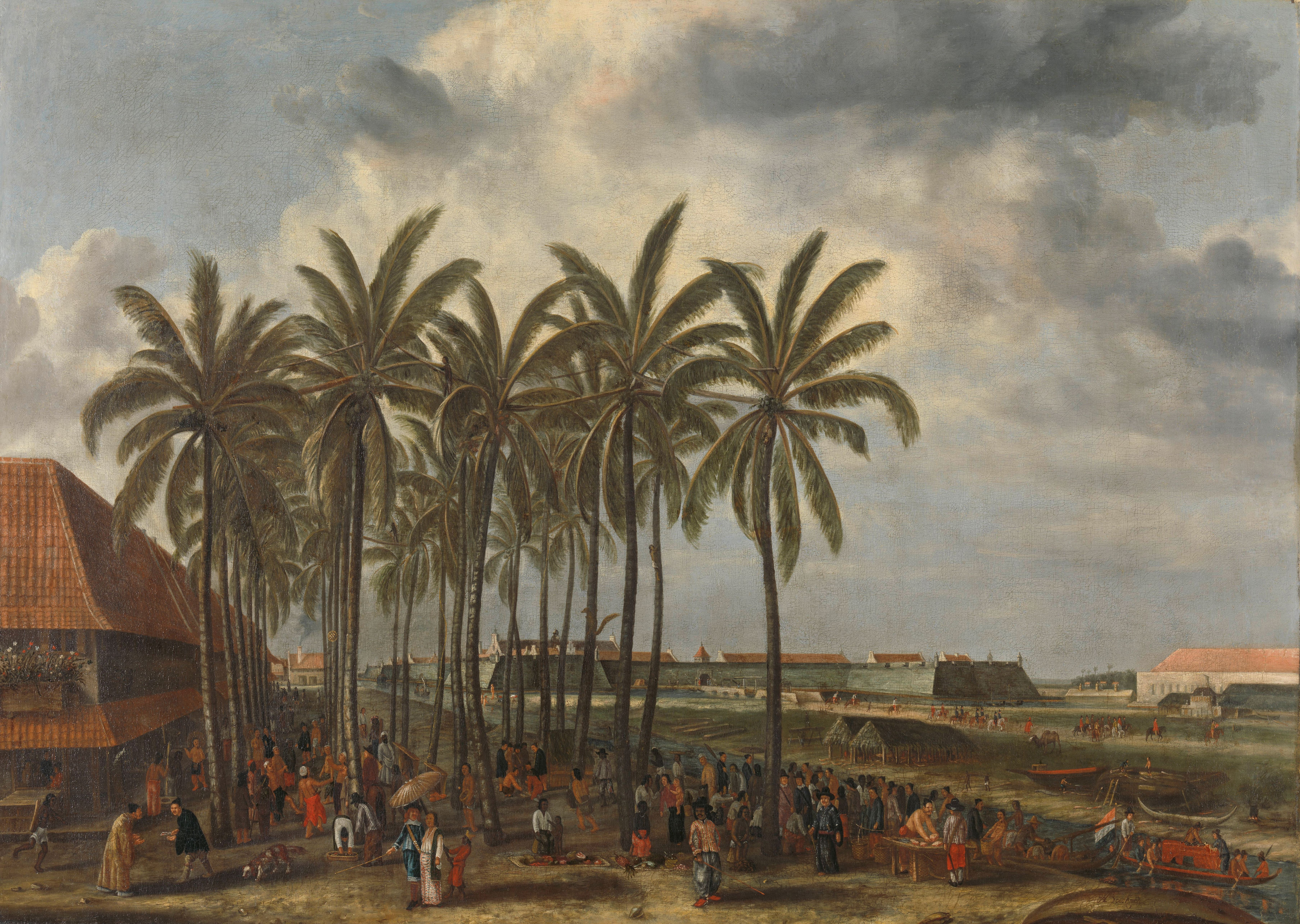
Die Festung Batavia von Kali Besar aus gesehen (Andries Beeckman, circa 1656)

Über Ripons Jugend ist nichts bekannt, außer dass er aus Lausanne stammte. Zu seiner Zeit verdingten sich viele Schweizer als Söldner im Ausland. Anfang 1618 trat Ripon als Soldat im Rang eines Sergeanten in den Dienst der VOC-Kammer Delft und brach im April an Bord der Delft nach Niederländisch-Indien auf. Im Oktober erreichte die Delft Jayakarta, wo Ripon beim Bau der Festung von Batavia eingesetzt wurde. Anfang 1619 war er als Soldat unter Pieter van den Broecke Zeuge der Belagerung der niederländischen Garnison durch Engländer und Jayakartaner und der Zerstörung Jayakartas durch Generalgouverneur Jan Pieterszoon Coen. 1621 nahm Ripon an Expeditionen gegen die Insel Lontor und die Spanier auf den Molukken teil. Zurück in Batavia wurde Ripon in den Stadtrat und als Ältester in den Kirchenrat berufen.

## China-Expedition

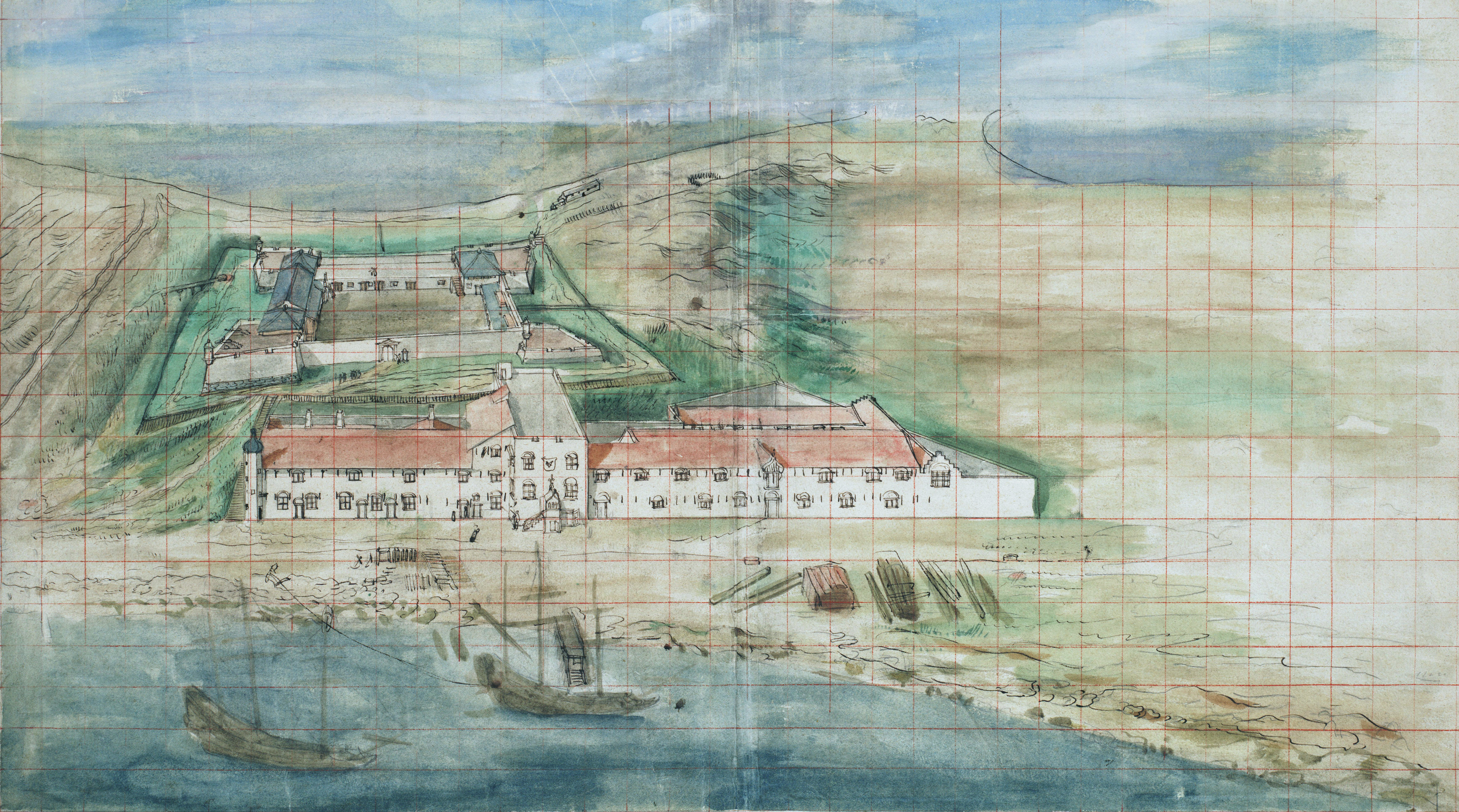
Fort Zeelandia von Johannes Vingboons, um 1635

1622 wurde Ripon zum Leutnant in der Flotte von Cornelis Reijersen ernannt, die zu einer Expedition gegen das portugiesische Macau entsandt wurde. Der Angriff auf Macau schlug fehl, die Niederländer erlitten eine schwere Niederlage und Ripon entging nur knapp dem Tod.
Reijersen ließ daraufhin auf der Pescadoren-Insel Penghu eine Festung errichten und begann, Druck auf China auszuüben, um es zu bewegen, seine Häfen für die Niederländer zu öffnen, was zu einem bewaffneten Konflikt führte. Ripon wurde unterdessen im Oktober 1623 nach Formosa (Taiwan) entsandt, um auch dort mit dem Bau einer Festung (dem späteren Fort Zeelandia) an der Tayouan-Bucht (im heutigen Anping) zu beginnen.
Nach einer kurzen Belagerung durch eine übermächtige chinesische Flotte mussten die Niederländer die Pescadoren im Sommer 1624 aufgeben und zogen sich nach Formosa zurück, wo sie eine 38 Jahre lang dauernde Herrschaft errichteten.

## Rückkehr nach Batavia und Europa
Im Januar 1625 war Ripon wieder in Batavia. Im April wurde er mit Truppen entsandt, um die durch Krankheiten geschwächte Garnison auf der Insel Sebesi in der Sundastraße abzulösen, wobei er selbst schwer erkrankte. Im folgenden Jahr nahm er als Kommandant an Kämpfen mit den Portugiesen auf Solor, Flores und Timor teil. Danach jagte er portugiesische Schiffe im Golf von Siam.
Im Dezember 1626 verließ Ripon Asien mit der Retourflotte von Jan Willemsz. Verschoor an Bord der Schiedam und langte am 25. Juli 1627 in Texel an. Über sein weiteres Leben ist nichts bekannt, außer dass er seine Erlebnisse in Lausanne niederschrieb und weiterhin im militärischen Bereich tätig war.

## Reisebeschreibungen
Das Manuskript in französischer Sprache, das Ripons Erlebnisse in Asien schildert, wurde 1865 auf dem Dachboden eines alten Hauses im schweizerischen Bulle gefunden und anschließend in der Kantonsbibliothek von Freiburg i. Ü. aufbewahrt. 1990 wurde es von Yves Giraud unter dem Titel Capitaine Ripon, Voyages et aventures aux Grandes Indes: journal inédit d'un mercenaire, 1617-1627 veröffentlicht.